# Kaposvári Női RC
Kaposvári Női RC är en damvolleybollklubb från Kaposvár, Ungern, bildad under 1960-talet. Klubben spelar i den högsta serien, Nemzeti Bajnokság I, där de har en stabil plats. Dess främsta internationella meriten är en semifinalplats i CEV Challenge Cup 2020–2021. De spelade även i CEV Challenge Cup 2019–2020, då de debuterade i internationellt cupspel och förlorade i första omgången och 2021–2022, då de nådde kvartsfinalen. De spelar sina hemmamatcher i Kaposvár arena.